# OECD-Leitsätze für multinationale Unternehmen
Die OECD-Leitsätze für multinationale Unternehmen sind ein Verhaltenskodex für weltweit verantwortliches Handeln von Unternehmen und stellen Empfehlungen von Regierungen an die Wirtschaft dar.
Sie sind Teil der Erklärung über internationale Investitionen und multinationale Unternehmen der OECD, die darüber hinaus Fragen zum Investitionsklima und zur Förderung von Auslandsinvestitionen behandelt.

## Inhalt
In zehn Kapiteln geben die Leitsätze Empfehlungen für verantwortliches Unternehmerverhalten bezüglich Transparenz, Arbeitsbeziehungen, Umwelt, Korruption, Verbraucherschutz, Technologietransfer, Wettbewerb und Steuern. Sie beziehen sich auf internationale Vereinbarungen wie die Allgemeine Erklärung der Menschenrechte und die ILO-Kernarbeitsnormen und betonen das Leitbild der Nachhaltigen Entwicklung sowie das Vorsorgeprinzip.

## Gültigkeit und Kontrolle
Die Leitsätze sind weltweit gültig und richten sich an alle transnationalen Konzerne deren Hauptsitz in einem Unterzeichnerstaat liegt. Bislang wurden die Richtlinien von den 36 OECD-Ländern und darüber hinaus von Ägypten, Argentinien, Brasilien, Lettland, Litauen, Peru,  sowie von Rumänien unterschrieben.
Mit der Unterzeichnung der Leitsätze verpflichtet sich jede Regierung zur Einrichtung einer Nationalen Kontaktstelle (NKS).
Die Kontaktstellen sollen die Umsetzung der Leitsätze fördern und sind vor allem für die Information über die Leitsätze sowie für die Bearbeitung von Beschwerdefällen zuständig. Verstößt ein Konzern gegen die Leitsätze, kann bei der jeweiligen Kontaktstelle eine Beschwerde vorgebracht werden. Diese prüft das Anliegen und leitet bei Annahme der Beschwerde ein Vermittlungsverfahren ein. Falls dieses scheitert, muss die Kontaktstelle eine öffentliche Erklärung abgeben und Empfehlungen zur Anwendung der Leitsätze aussprechen. Darüber hinausgehende Sanktionsmechanismen gibt es nicht.
Die Kontaktstelle ist bei einer Regierungsinstanz anzusiedeln, in der Praxis meist eine Abteilung im Wirtschaftsministerium. Die verfahrenstechnischen Anleitungen fordern die Integration aller interessierten Gruppen und ermöglichen bei der Zusammensetzung der Kontaktstelle, Vertreter der Wirtschaft, der Arbeitnehmerorganisationen und anderer interessierter Parteien in diese Organe einzubeziehen. Sie legen außerdem vier Schlüsselkriterien für die Arbeit der Kontaktstellen fest: Sichtbarkeit, Zugänglichkeit, Transparenz und Rechenschaftspflicht.
In Deutschland befindet sich die Nationale Kontaktstelle im Wirtschaftsministerium. Bisher wurden Beschwerdefälle u. a. gegen Continental, TotalFinaElf, die WestLB, Adidas, Ratiopharm, BP, H.C.Starck und zwei gegen Bayer sowie gegen KiK, C&A und Karl Rieker vorgetragen.

## Geschichte
Die OECD verabschiedete die Leitsätze erstmals im Jahre 1976. Nach den 1998 gescheiterten Verhandlungen über ein multilaterales Investitionsabkommen (MAI) wurden sie unter Beteiligung von Unternehmensverbänden, Gewerkschaften und NGOs umfangreich überarbeitet und ausgeweitet.
Weltweit gab es seit der Überarbeitung der Leitsätze bislang 130 Beschwerdefälle, die von Gewerkschaften und NGOs vorgebracht wurden. Gewerkschaften thematisierten vor allem Konflikte in Arbeitsbeziehungen, inzwischen mehrheitlich Arbeitsrechtsverletzungen in Nicht-OECD-Staaten. Die NGO-Beschwerden betreffen zumeist Menschenrechtsverletzungen, Gewerkschaftsthemen und Umweltvergehen von Unternehmen in Entwicklungsländern und beziehen sich häufig auf Zulieferbeziehungen.

## Positive Aspekte und Defizite
Im Vergleich zu anderen freiwilligen Instrumenten für Unternehmensverantwortung (Corporate Social Responsibility) ist hervorzuheben, dass die OECD-Leitsätze recht umfassend sind und sich auf einige internationale Abkommen beziehen, sie leisten einen Beitrag für eine stärkere Einbeziehung der Staaten in die Unternehmensregulierung.
Die Leitsätze wenden sich zudem an alle Firmen aus den Unterzeichnerstaaten, auch wenn sich die Firmen selbst nicht explizit zu den Leitsätzen bekannt haben. Sie sind weltweit überall dort gültig, wo Unternehmen aus diesen Ländern tätig werden und die Verantwortung für die Zulieferbetriebe wird ebenso erfasst.
Es ist positiv hervorzuheben, dass es einen Beschwerdemechanismus gibt, dieser ist zudem relativ einfach und ohne finanzielle Risiken oder umfangreiches juristisches Fachwissen anwendbar.
Nachteilig wirkt sich jedoch aus, dass die Leitsätze nicht rechtlich verbindlich, sondern für die Unternehmen freiwillig sind. Es ist auch als nachteilig zu bewerten, dass sich die OECD-Leitsätze nur auf Unternehmen aus den Unterzeichnerstaaten beziehen und somit eine ganze Reihe von international agierenden Unternehmen nicht erfassen. Im Rahmen der Leitsätze sind keine Sanktionen vorgesehen, bei einem strittigen Verlauf des Beschwerdeverfahrens gibt es zudem keinen Revisionsmechanismus. Zudem kritisieren vor allem Gewerkschaften und NGOs eine mangelhafte Umsetzung der Leitsätze in weiten Teilen: sie bemängeln vor allem ihren geringen Bekanntheitsgrad sowie die Intransparenz des Verfahrens – viele Kontaktstellen geben die Namen der Unternehmen, gegen die eine Beschwerde vorgebracht wurde, nicht preis oder lehnen Beschwerden ohne Angabe von Gründen ab. Die vagen Formulierungen in einigen Abschnitten der OECD-Leitsätze haben außerdem zur Folge, dass sich Verstöße zum Teil nicht eindeutig feststellen lassen.